# Денс-поп
Денс-поп (англ. dance-pop) — стиль електронної танцювальної музики і піджанр поп-музики, який еволюціонував з епохи після диско, близько 1981 року, і поєднував танцювальні ритми зі стилями поп, хаус і/або пісенної структуру сучасним ритм-н-блюзом. З'явився в середині 1980-х років, цей стиль став відображенням спроб композиторів висловити потенціал поп-музики з допомогою нових електронних інструментів.